# Chowanna
Chowanna czyli system pedagogiki narodowej jako umiejętności wychowania, nauki i oświaty, słowem wykształcenia naszej młodzieży – monumentalne, dwutomowe dzieło pedagogiczne autorstwa Bronisława Ferdynanda Trentowskiego, którego pierwodruk ukazał się w 1842 w Poznaniu (Księgarnia Nowa). Było to właściwie jedyne dzieło Trentowskiego z zakresu pedagogiki. Pisał je począwszy od 1840.

## Charakterystyka i wydania
Tytuł nawiązuje do słowiańskiej bogini, piastunki dzieci. Na publikację składa się Wstęp i trzy części (tryptyk pedagogiczny):
- Nepiodyka (opisanie problemów związanych z wychowankami),
- Dydaktyka (rozważania na temat działań nauczycieli, kwestii nauki i nauczania),
- Epika (zagadnienia szkoły i jej dziejów)[2].

Drugie wydanie książki zatytułowane skrótowo Chowanna czyli system pedagogiki narodowej z licznymi uzupełnieniami i zmianami ukazało się również w Poznaniu w latach 1845 (tom I) i 1846 (tom II). Autor rozszerzył w tej edycji zwłaszcza Nepiodykę oraz rozbudował kontekst historiozoficzny dzieła, wcześniej praktycznie nie reprezentowany. Trentowski planował również trzecie wydanie ze zredagowaną mocno Dydaktyką (tom III) oraz tomami IV i V poświęconymi Epice pedagogicznej, jednak nie udało się tego zamierzenia wcielić w życie.
W 1970 ukazało się dwutomowe wydanie dzieła liczące blisko 1600 stron.

## Treść
Autor w swoim dziele stara się ukazać możliwości pełnej integracji dwóch biegunów ludzkiej jaźni (ciała i duszy) w tzw. różnojedni (połączenie dwóch jednostronnych określeń w taką całość, która nie zniweluje różnic między nimi, a raczej ułatwi poznanie całościowe zagadnienia), co nie jest stuprocentowo możliwe, dlatego człowiek skazany jest na wieczne oscylowanie od jednego bieguna do drugiego. Teoria ta spotkała się z ostrą krytyką współczesnych, m.in. Adama Mickiewicza i Józefa Ignacego Kraszewskiego. Autor wskazywał na jej "niewygodność" dla zwolenników prostych modeli rozwoju i formowania człowieka. Zgodnie z ówczesnymi trendami przyznawał, że dzięki jaźni ludziom przynależy boski atrybut indywidualności, autonomiczności i twórczości, ale w żadnym wypadku nie może to oznaczać zrównania ludzi z Bogiem, m.in. dlatego, że autonomia człowieka nie jest bezgraniczna i niczym niezahamowana. W zakresie polskiej "narodowości" pedagogiki Trentowski nie popierał idei Mesjasza Narodów, ale raczej wskazywał na misję przypisaną każdemu narodowi z osobna, jemu tylko właściwą. Według niego dążeń Polaków nie charakteryzuje ani ogólność, ani szczególność, ale właśnie różnojednia tych pojęć.

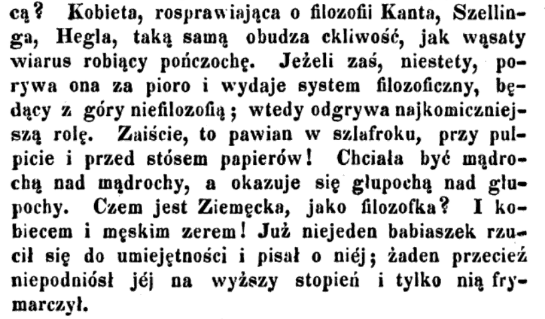
Fragment dotyczący Eleonory Ziemięckiej w wydaniu z 1846 (tom II)

Autor przeciwstawiał się koncepcjom skrajnie historiozoficznym (eliminującym wartość jednostki ludzkiej) oraz radykalnie personalistycznym (negującym wpływ historii i socjalizacji). W to miejsce wprowadzał różnojednię historii i życia.
W zakresie problematyki wychowania Trentowski uważał, że braków w tej materii nie można nadrobić ani ilością informacji, ani umiejętnością sprawnego działania czy myślenia. Dobre lub złe wychowanie można odebrać jedynie w dzieciństwie i staje się ono wówczas drugą naturą wychowanka (bardziej cielesną niż duchową). Jakiekolwiek opóźnienia, czy niedobory z tego okresu są niepowetowane i nieodwracalne, co więcej mogą prowadzić do wykształcenia się postaw patologicznych lub apatycznych.
Interesującym elementem dzieła są wprowadzone przez autora nowe terminy (neologizmy), np. żywostan (stawanie się), mysł (najwyższa władza jaźni poznającej, łączącej w sobie rozum empiryczny z rozumem spekulatywnym), tameczność (świat boski, zaświat), tuteczność (świat stworzony), twierdź wraz z przeciwtwierdzią (teza i antyteza), spółtwierdź (synteza), czy bożostan (osiągnięcie przez ludzkość stanu "bożoczłowieczeństwa"). Zasługą Trentowskiego było pionierskie zastosowanie w swojej publikacji wchodzącego dopiero do użytku w polszczyźnie wyrazu "kształcenie", "wykształcenie".
Sławomir Sztobryn stwierdził w 2000, że Chowanna jest "klasycznym przykładem i jednocześnie po dziś dzień niedoścignionym wzorem pedagogicznego pisarstwa [...], w której związek oryginalnej i samodzielnej teorii wychowania z jej historycznym oświetleniem jest czymś niepodzielnym, jest całością". Najbardziej aktualnym i ponadczasowym dziedzictwem publikacji jest koncepcja różnojedni – używania metody jako ciągłego dyskursu. Sprzyja to wymogom społeczeństwa demokratycznego, otwartego na wymianę myśli i poglądów. Przydaje się również w analizie kluczowych kategorii pedagogicznego dialogu o nowoczesności i postmodernizmie.